# Sonnenfinsternis vom 3. Mai 2106
Die totale Sonnenfinsternis vom 3. Mai 2106 wird im Ostpazifik, in Nordamerika und über dem Nordatlantik sichtbar sein. In Teilen Westeuropas wird eine teilweise Bedeckung zu beobachten sein.
Am 26.–27. Oktober 2106 folgt eine Ringförmige Sonnenfinsternis über Australien und Neuseeland.
Siehe auch
- Liste der Sonnenfinsternisse des 22. Jahrhunderts#Sonnenfinsternisse des 22. Jahrhunderts